# モザンビーク女性機構
モザンビーク女性機構(ポルトガル語: Organizaçao de Mulheres de Mozambique、英語: Organization of Mozambican Women,OMM)はモザンビーク政府内部の組織。女性の権利に関する事項や職業教育について取り扱っている。モザンビーク独立戦争中の1973年にモザンビーク解放戦線(FRELIMO)の内部組織として発足し、独立後の1990年、与党となったモザンビーク解放戦線から分裂して新たな組織として結成されたが、1996年に財政的な理由により政府機構の中に吸収された。吸収されたことによって組織の財政的な問題は解決したが、その独立性が失われ政府に対する批判的な論調を表すことについて大きな足枷となっている。